# William Píriz
William Píriz (auch als Willy Píriz geführt) (* 1933) ist ein ehemaliger uruguayischer Fußballspieler.

## Karriere

### Verein
Offensivakteur Píriz spielte auf Vereinsebene mindestens in den Jahren 1953, 1954, 1957, 1959 und 1960 für den uruguayischen Erstligisten Club Atlético Defensor. 1957 gehörte er der siegreichen Mannschaft im Torneo Cuadrangular an. 1960 gewann er mit den Montevideanern das Campeonato Nacional General Artigas. Der Sohn von Juan Emilio Píriz bestritt insgesamt 225 Spiele für den Klub und schoss dabei 64 Tore.

### Nationalmannschaft
Píriz gehörte der uruguayischen A-Nationalmannschaft an. Mit dieser nahm er an der Südamerikameisterschaft im Dezember 1959 teil, bei der Uruguay den Kontinentalmeistertitel gewann. Sein einziges Länderspiel absolvierte er bei jenem Turnier, als er am 12. Dezember 1959 in der mit 3:0 gewonnenen Partie gegen Brasilien für Domingo Pérez eingewechselt wurde. Ein Länderspieltor schoss er nicht.

### Erfolge
- Südamerikameister: 1959
- Torneo Cuadrangular: 1957
- Campeonato Nacional General Artigas: 1960